# Seznam lotrinských primasů

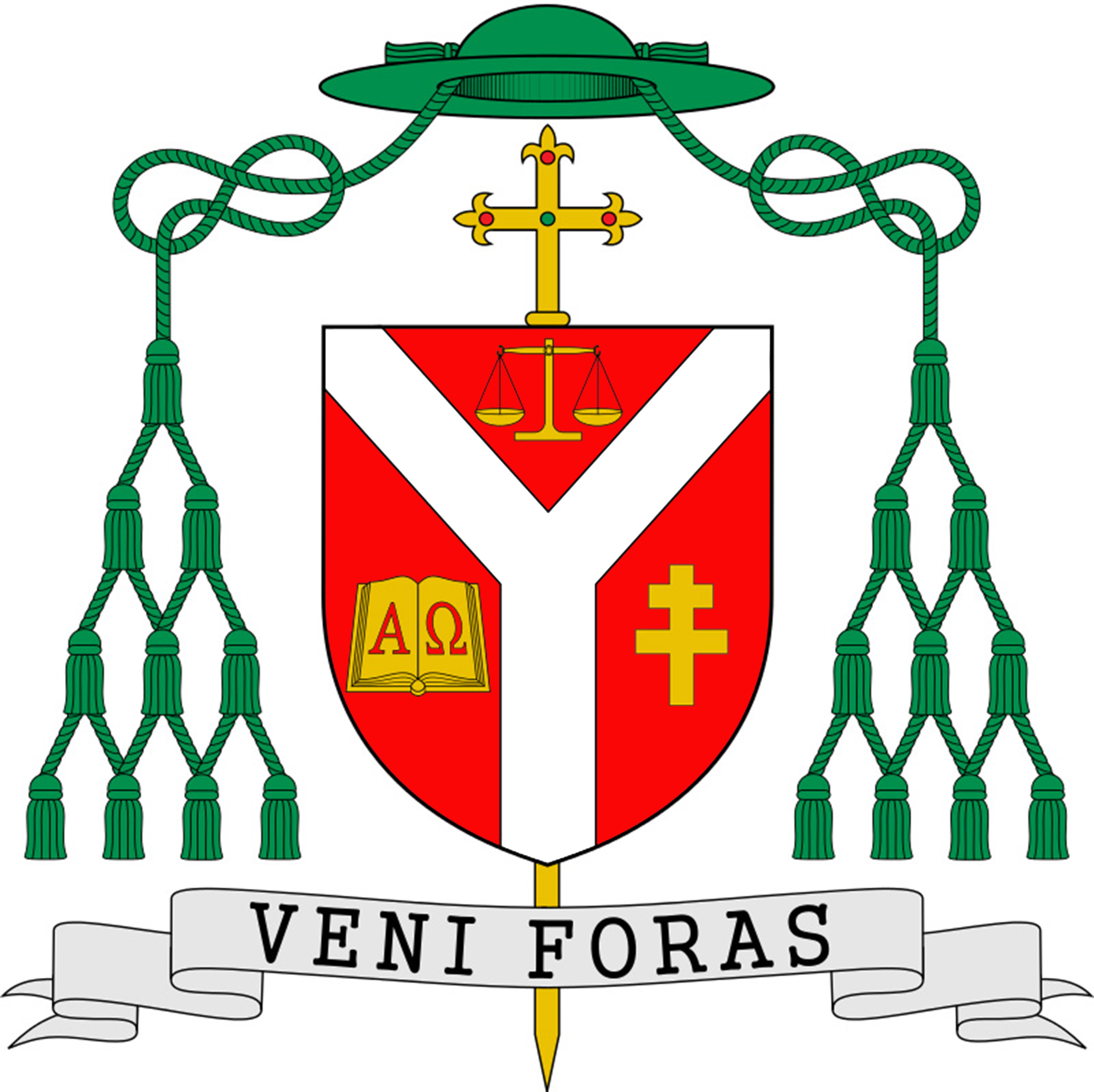
Znak Mons. Michela, primase lotrinského od roku 2023

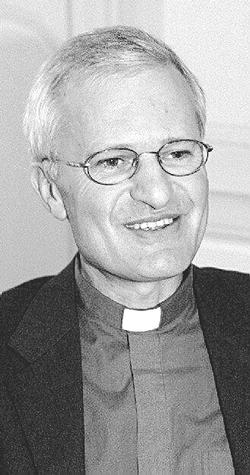
Mons. Papin, biskup z Nancy a Toulu, primas lotrinský v letech 1999-2023

Titul primas lotrinský přísluší biskupům z diecéze Nancy-Toul. Spolu s lyonským a rouenským arcibiskupem se jedná o jednoho ze tří biskupů s titulem primas na území Francie. Z titulu nevyplývá žádná jurisdikce, jedná se o čestné postavení mezi ostatními biskupy z besançonské církevní provincie, spojené s určitými výsadami.

## Historie
Na žádost lotrinského vévody Karla III. vytvořil papež Klement VIII. titul lotrinského primase papežskou bulou 15. března 1602. Původně byl titul udělen Karlovi Lotrinskému, po jeho smrti v roce 1607 biskupovi toulskému. S personálními změnami v Lotrinsku po roce 1777 nestály v cestě žádné překážky k vytvoření biskupství s kapitulou přímo v Nancy. V roce 1824 došlo k sjednocení diecézí Nancy a Toul, jakož i k sjednocení privilegií kapituly v Nancy a toulského biskupa.

## Primas lotrinský

### Privilegia
Ačkoli je biskup z Nancy-Toul primasem, nepřísluší mu titul arcibiskupa, ani není hlavou církevní provincie, sufragánní diecéze Nancy-Toul je součástí besançonské provincie. Nemá nárok na užívání pallia vyhrazeného metropolitům, avšak je oprávněn při liturgii nosit rationale (nazývaný také superhumerál) na území diecéze. 

### Právní vymezení
Titul primase upravuje CIC kán. 439.

### Heraldika
V rámci církevní heraldiky využívá primas lotrinský schéma znaku pro osobní arcibiskupy (nikoli schéma pro primase), není-li kardinálem.

### Liturgie
V liturgickém průvodu je postaven naroveň titulárním (osobním) arcibiskupům, není-li kardinálem.

## Seznam lotrinských primasů
1. kardinál Karel Lotrinský, 1602–1607
2. Antoine de Lenoncourt, 1607–1636
3. Charles de Lorraine, 1636–1645
4. Charles de Lorraine, 1645–1659
5. Louis-Alphonse de Lorraine, chevalier d'Harcourt, 1659–1687
6. Karel Josef Lotrinský, 1687–1715
7. sedisvakance 1715–1722
8. François Vincent Marc de Beauvau-Craon, 1722–1742
9. kardinál Antoine-Clériade de Choiseul-Beaupré, 1742–1774
10. Maxime de Sabran, 1774–1777
11. Louis-Apollinaire de la Tour du Pin Montauban, 1777–1783, první biskup z Nancy
12. François de Fontanges, 1783–1787
13. Henri de La Fare, 1787–1790
14. Luc-François Lalande, 1791–1793, ústavní biskup
15. François Nicolas, 1799–1801, ústavní biskup
16. Antoine Eustache d'Osmond, 1802–1810
17. Benoît Costaz, 1810–1814, jmenovaný na základě konkordátu z roku 1801
18. Antoine Eustache d'Osmond, 1814–1823
19. Charles de Forbin-Janson, 1823–1844, první biskup z Nancy-Toul
20. Alexis Menjaud, 1844–1859
21. Georges Darboy, 1859–1863
22. Charles-Martial Allemand-Lavigerie, 1863–1867
23. Joseph Foulon, 1867–1882
24. Charles-François Turinaz, 1882–1918, titulární arcibiskup
25. Charles Ruch, 1918-1919
26. Hippolyte de La Celle, 1919–1930
27. Etienne-Joseph Hurault, 1930–1934
28. Marcel Fleury, 1934–1949
29. Marc Lallier, 1949–1956
30. Émile Pirolley, 1957–1971
31. Jean Bernard, 1972–1991
32. Jean-Paul Jaeger, 1991–1998
33. Jean-Louis Papin, 1999–2023
34. Pierre-Yves Michel, 2023-úřadující

## Galerie

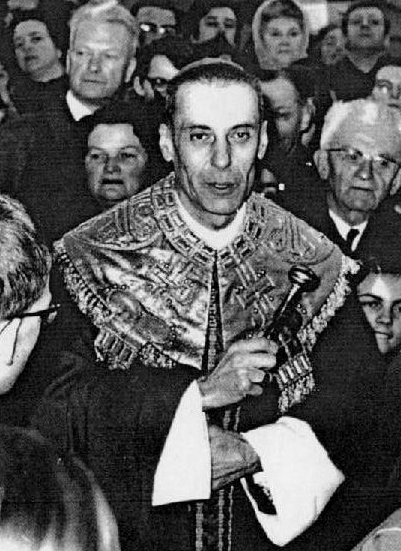
Mons. Bernard, biskup z Nancy a Toulu, primas lotrinský s nasazeným rationale (1972–1991)
Schéma znaku primase lotrinského, který není kardinálem (zelené galero, deset střapců, latinský kříž)
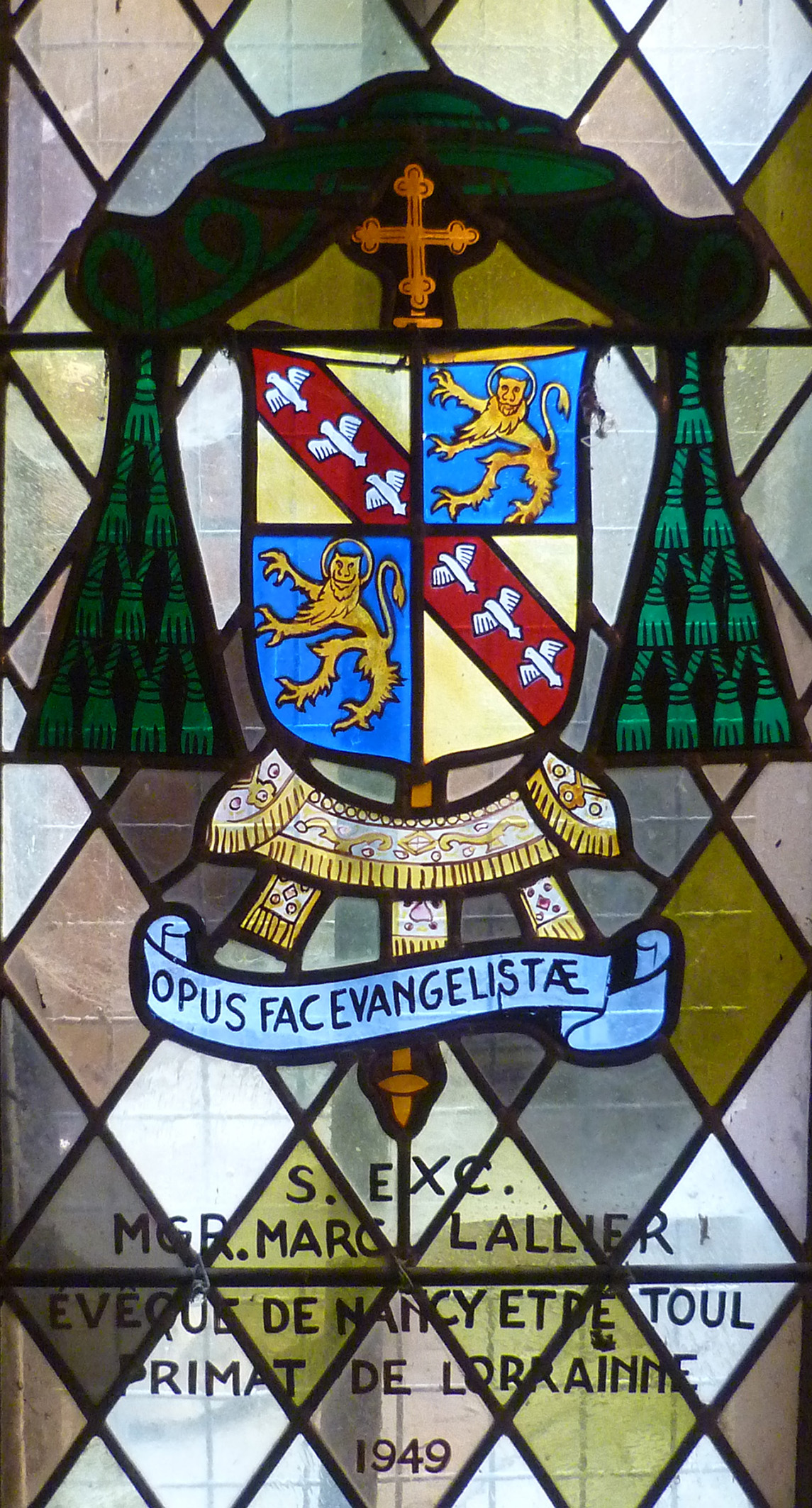
Znak Mons. Lalliera se zobrazeným rationale pod patou znaku.
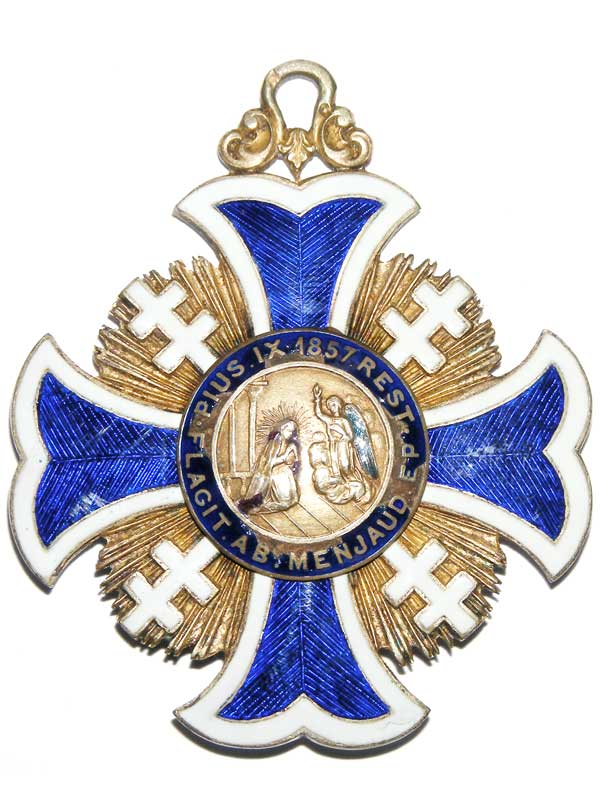
Kanovnické numisma z kapituly v Nancy